# Jacques Le Vayer
Jacques Le Vayer, né le 15 mars 1650 et mort le 30 juin 1738, est un administrateur français de l'Ancien Régime. Conseiller au Grand Conseil, maître des requêtes de l'hôtel, il a été intendant de la généralité de Moulins de 1694 à 1699.

## Biographie
Jacques Le Vayer est le fils posthume de François Le Vayer, conseiller d'État, mort en 1649, et de Renée Le Boindre, et le neveu de Roland Le Vayer de Boutigny, jurisconsulte et intendant de la généralité de Soissons. Il épousa le 23 février 1677 à Paris, en l'église Saint-André-des-Arts, sa cousine Renée Françoise Le Boindre, qui lui donna un fils, Jean Jacques (1678-1740), qui devint maître des requêtes puis président du Grand Conseil, et deux filles, entrées en religion.
Il devient conseiller au Grand Conseil en 1674 et maître des requêtes de 1687 à 1708.

## Intendant de la généralité de Moulins
En 1694, il succède à la tête de la généralité de Moulins à Antoine d'Aquin de Châteaurenard (1657-1735), devenu président au Grand Conseil. Il y reste jusqu'en 1699, où il est remplacé par Jean de Turmenyes de Nointel (1668-1727).
Il est surtout connu pour le Mémoire de la généralité de Moulins (1698), qui décrit l'état de la généralité dont il avait la charge, treize ans après celui de son prédécesseur Florent d'Argouges (Procès-verbal de la généralité de Moulins, dressé en 1685). Il y évalue, comme d'Argouges, les magistrats en poste dans les présidiaux de Moulins, Saint-Pierre-le-Moûtier et Guéret, en fonction de leurs qualités professionnelles et personnelles et de leur statut social.